# Melitturga flavomarginata
Melitturga flavomarginata là một loài Hymenoptera trong họ Andrenidae. Loài này được Patiny mô tả khoa học năm 2000.